# Su-25攻擊機
苏-25「烏鴉」（俄语：Су-25 «Грач»，北約代號蛙足（Frogfoot））是一款前蘇聯蘇霍伊設計局研製的亞音速空中密接支援攻擊機。除了是前蘇聯主力的攻擊機種之一外，也在蘇聯解體後的獨立國協國家持續服役，並有若干外銷版本。Su-25構型簡單且非常實用，戰場生存性佳，在其多種不同的衍生版本之中，經過導航／攻擊系統強化的Su-25TM，又常稱為Su-39。

## 歷史

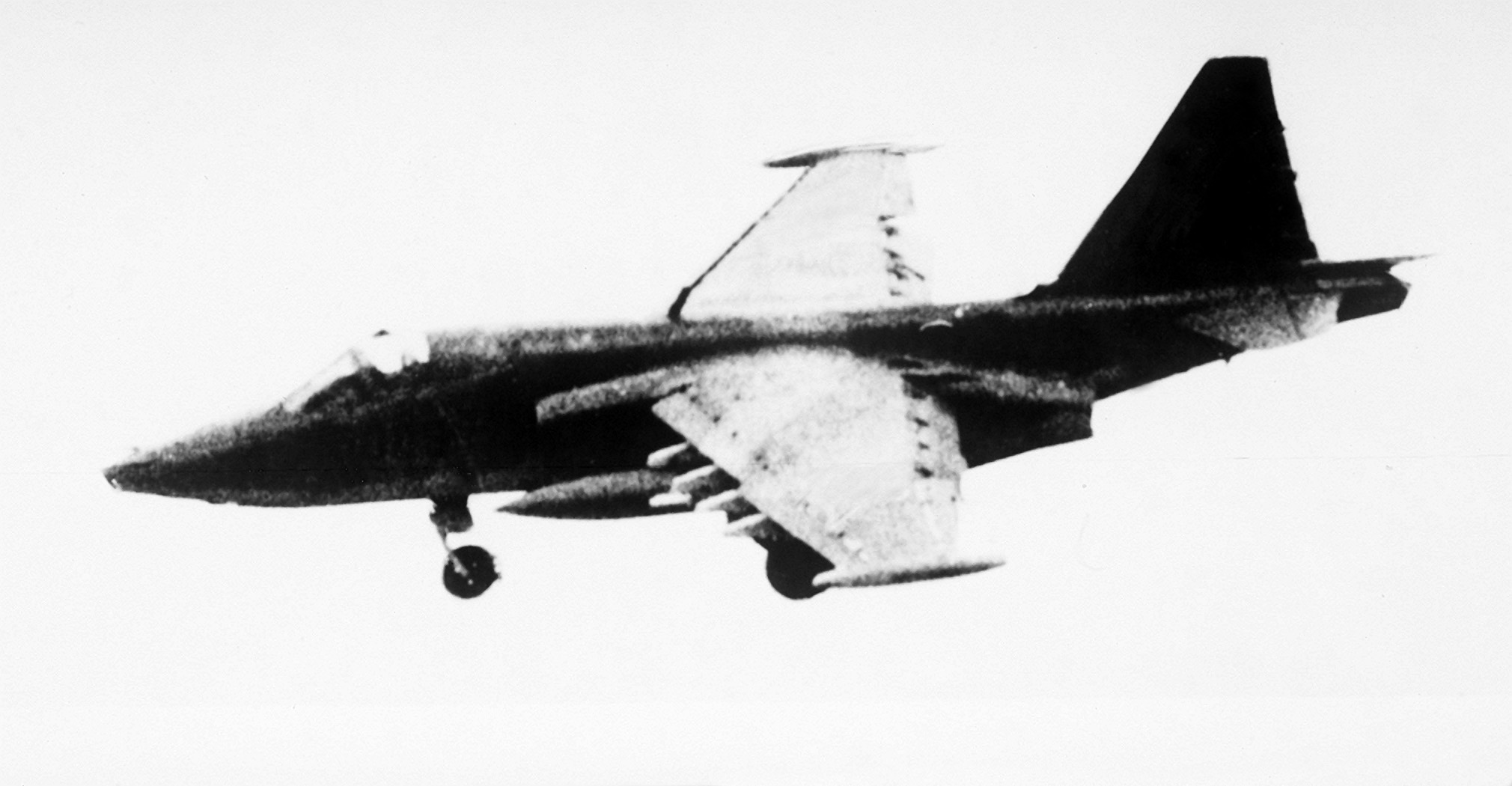
攝於約1986年，Su-25测试机型的照片。

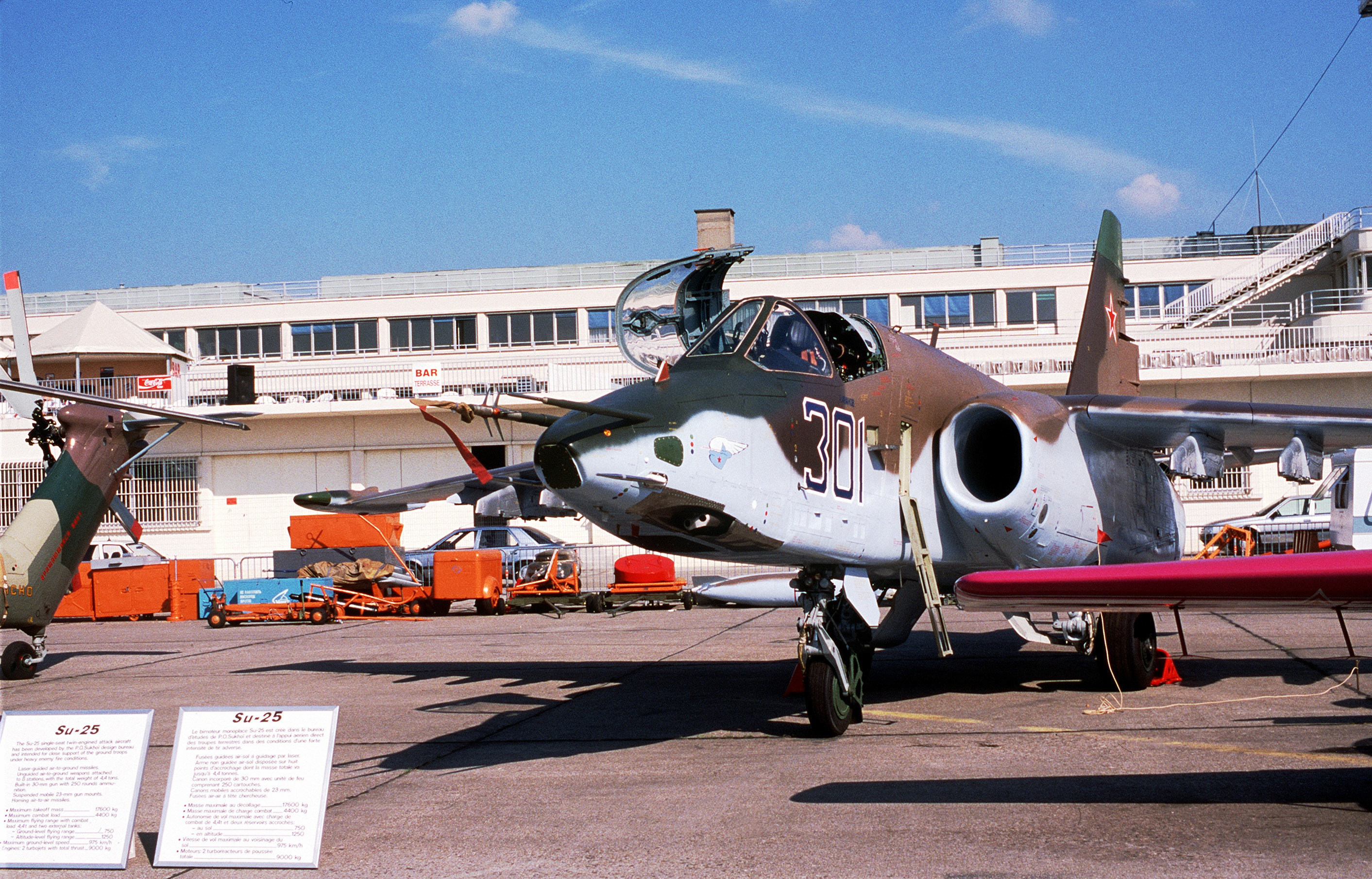
攝於1989年，Su-25攻擊機展出於巴黎航展。

Su-25攻擊機於1968年授意研製，但實際研究啟動的時間在1960年代中期開始，該機的研發是為了扭轉1956年的決策錯誤。在1956年，蘇聯廢止了並退役了攻擊機此款機種，並將攻擊機的任務整合至戰鬥機內；同時蘇聯推動全噴射戰鬥機編制陣容，這個結果卻讓密接空中支援任務造成了負面影響。因為噴射機速度太快，飛行員缺少可以獲得目標的手段，以肉眼常常是來不及搜索並發動攻擊，攻擊成果更談不上準確有效。很顯然，攻擊機需要重新回到蘇聯空軍的序列中。
蘇愷設計局設計SU-25的團隊由工程師奧列格·謝爾蓋耶維奇·薩莫洛維奇組成的團隊負責，這位工程師在第二次世界大戰期間曾從軍，並擔任過T-34戰車車長。從他的實戰經驗，提出了新型攻擊機的初步技術構想：
1. 要有足以保護飛行員與主要飛機零件可以承受穿甲彈與火箭破片攻擊的結構
2. 可以在未整地飛行跑道上起落的能力
3. 可以在短暫時間整備便備出勤
4. 飛行控制容易

1968年初，蘇聯空軍決定開發一款新的對地攻擊機，以提升戰機部隊的對地支援能力。1968年5月，蘇愷設計局高層得到了工程團隊的初步設計概念圖，設計局總工程師同意了這個概念，並給予資源打造原型機。1969年3月，蘇聯空軍正式啟動競標，競爭者包括了蘇愷、雅克列夫、伊留申、米格等四間設計局。蘇聯空軍評估後讓蘇愷和伊留申兩間設計局進入第二階段決選。1968年底，蘇愷設計局完成T-8原型機工程設計，但是工程技術開發延長了這架飛機的製造進程，1972年1月，T-8原型機正式動工，1974年中葉完成了T-8-1原型機，直到1975年2月22日才首飛。T-8原型機打造了2架，為T-8-1與T-8-2。雖然T-8試飛進度遲於伊留申的Il-102攻擊機，但是在飛行表現的優異性遠遠超越了她的對手，因此蘇聯空軍決定讓T-8出線。
T-8-1與T-8-2的動力來源皆為兩具推力2,800公斤，無後燃器的RD-9渦輪噴射發動機（RD-9-300）。差別在於機上的固定武裝GSh-30-2組合式雙管空用機砲，1號原型機的機炮可以由飛行員控制向下偏轉，2號原型機的炮管為固定式。但作為一架總重18噸級的攻擊機來說，渦輪噴射發動機表現顯然不足，後來更換了R-13-300渦輪噴射發動機的無後燃器版－R-95Sh渦輪噴射發動機，單具推力增加為4,100公斤。之後又再更換為R-195渦輪噴射發動機。
在T-8測試期間，蘇愷設計局建議蘇聯高層讓未在喬治亞蘇維埃社會主義共和國提比里斯量產米格21UM的第31工廠量產SU-25，這個決策在1978年獲得授權轉換生產線，產製先導量產版本的SU-25。
1980年4月至6月，2架SU-25以代號「鑽石作戰」佈署至阿富汗進行戰術測評，接受阿富汗戰爭的考驗。在這2個月間，SU-25在Su-17攻擊機的掩護下執行任務，每天SU-25進行3至4次的出擊任務，並搭載傳統炸彈與空射火箭彈攻擊目標，在佈署期間，2架SU-25進行了100架次的飛行任務，其中44次為戰鬥任務。經過實戰經驗回饋後，SU-25正式進入量產，並在1981年3月正式宣布採用。
隨後，蘇聯空軍以初期量產的SU-25組成第200獨立空中突擊中隊，在1981年7月至1982年10月進行第二次的作戰佈署，該中隊在佈署期間完成了2千餘架次的飛行與戰鬥任務，其中損失了1架SU-25。而西方國家在1982年始在阿富汗首次拍攝到其照片。
1984年，SU-25形成全面作戰能力，在入侵阿富汗期間損失了23架。至蘇聯解體前，她是蘇聯空軍中最有效的一款對地攻擊機。
Su-25攻擊機共生產600多架，1992年交付完畢。目前包括俄羅斯，還有相當數量的Su-25在前蘇聯加盟國服役。Su-25攻擊機能在靠近前線的簡易機場上起降，其可載炸彈在低空與武裝直升機Mi-24相同。該機用作在戰場上配合地面部隊作戰，攻擊坦克、裝甲車等活動目標和重要火力點。Su-25攻擊機主要靠低空機動性來躲避敵方戰鬥機的截擊和地面炮火的打擊。駕駛艙設有浴盆式裝甲加強對小口徑武器的防護，兩台引擎被機身尾部分隔，減低兩台引擎同時被擊中的機會。

## 設計
SU-25是的設計採取常規氣動構型、上單懸臂式梯形翼、傳統型水平尾翼、單片垂直尾翼、雙引擎的單人座飛機，為了開發這架飛機蘇聯對空用鈦合金進行廣泛研究，讓SU-25得以兼顧飛行性能與防護力。SU-25的飛機結構組成包括了60%的鋁、19%的鋼、13.5%的鈦、2%鎂合金與5.5%的其它材料。
防禦設計
SU-25的防護裝甲總重量1,020公斤，占飛機空重7.2%。飛機的防護重點區域包括了駕駛艙、油箱、燃料管線與發動機下方。此外，要害系統外部會以次要系統等硬體覆蓋，避免控制系統的核心提前戰損。
SU-25的駕駛艙周遭由浴缸型的ABVT-20鈦合金焊接裝甲保護，裝甲厚度10-24公厘，駕駛座後方則有一片厚6公厘的鈦合金護甲，飛機的擋風玻璃材質則是厚度達55公厘的防彈玻璃。防護裝甲讓駕駛座可抵抗12.7公厘的槍彈攻擊，最厚區域則可防禦30公厘航空機炮彈藥。但因為防禦裝甲的設計侷限，SU-25駕駛員無法獲得充分的後部視野，需要靠潛望鏡彌補。
動力裝置
SU-25的發動機裝設在飛機兩側位於機翼與機身連接點的發動機艙，早期量產型運用的發動機是R-95Sh渦輪噴射發動機，單具動力4,200公斤，大修週期500小時。在1980年代後期量產版本則換用動力輸出與抗損性更好的R-195渦輪噴射發動機，由於飛機設計時將發動機艙的空間以機身區隔開來，因此任何一具發動機因戰損失去動力的狀態下另一具仍然能穩定運轉。除了主發動機，SU-25內建了輔助動力單元，可以在地面無電源車和氣源車的情況下靠內部動力啟動發動機。
SU-25機內油箱共有4個，機身2個、主翼左右各1個，總載油量3,660公升。有需要時可以再加掛2個載油量840公升的PTB-800副油箱。油箱與燃料管外部敷設聚氨酯防火材料，提升火災或爆炸時的安全性。
SU-25的飛控系統為傳統的液壓飛控操作裝置，為了提高抗損性因此裝設了兩組各自獨立的液壓裝置。第一套液壓裝置控制前起落架收放、襟翼收放、副翼控制、緊急起落架收放輸出。第二套液壓裝置負責後起落架的收放、起落架剎車、副翼控制、前起落架的轉向。
航電裝置
SU-25的航電裝置是從SU-17M2/3的硬體基礎進行開發，大部分裝置都是以傳統機械航空零件構成，無安裝雷達，也沒有整合性的航空電腦處理資訊，較既往機型相比重要的改進是機鼻加裝了雷射標定器，這使得SU-25也具備了雷射導引炸彈的操作功能。不過相較於當時新穎的MIG-27或SU-24，SU-25的整體航電仍較為傳統。
- 導航裝置：KN-23-1綜合導航儀、RV-5低空無線電高度計、ARK-15自動無線電羅盤、MRP-56無線電接收天線
- 通信裝置：R-862特高頻無線電（長程通信）、R-828特高頻無線電（機隊與機組間短程通信）、SPU-9對講機、R-855特高頻無線電（K36彈射器內附，逃生時緊急通信用）
- 瞄準裝置：ASP-17反射式光學射擊瞄準器、Klen-PS雷射測距與標定儀、Ssh-45A-1-100照相槍
- 防禦裝置：SPO-15L/LM白樺式雷達警告器、ASO-2V-01或ASO-2VM干擾彈施放器，並可選配紫丁香電子干擾莢艙（俄语：Сирень_(РЭП)）

## 衍生型號
SU-25的基本型量產從1981年至1989年間在第31飛機製造廠進行，共生產了582架單座型SU-25，外銷版的SU-25K則在1984至1989年量產，共生產了180架。在蘇聯解體後，俄羅斯空軍雖然計畫由Su-34戰鬥轟炸機作為攻擊機部隊的唯一後繼機型，但現實財政困境無法克服之下，俄羅斯空軍在21世紀仍繼續維持SU-25機隊運作，並進行多次現代化工程提升戰力。

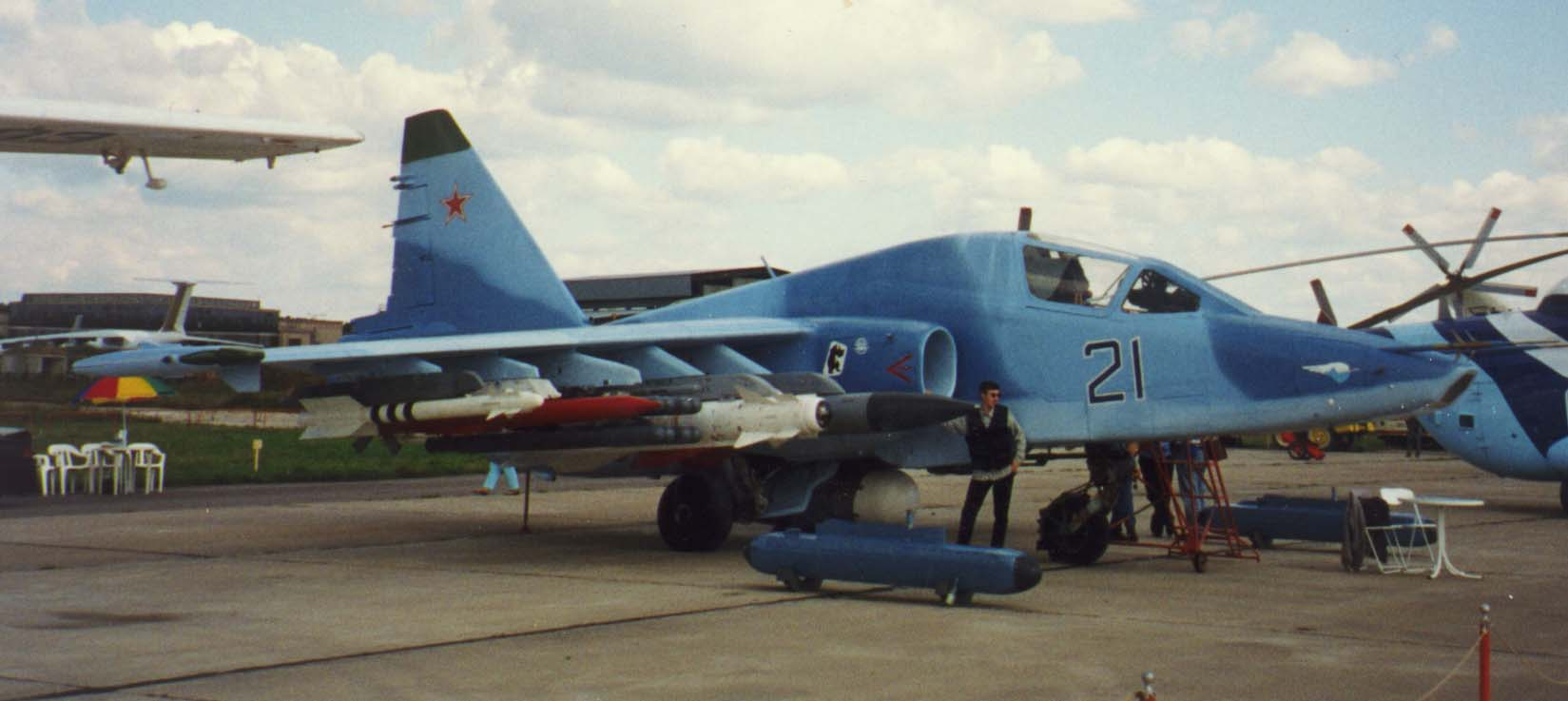
俄羅斯Su-25TM

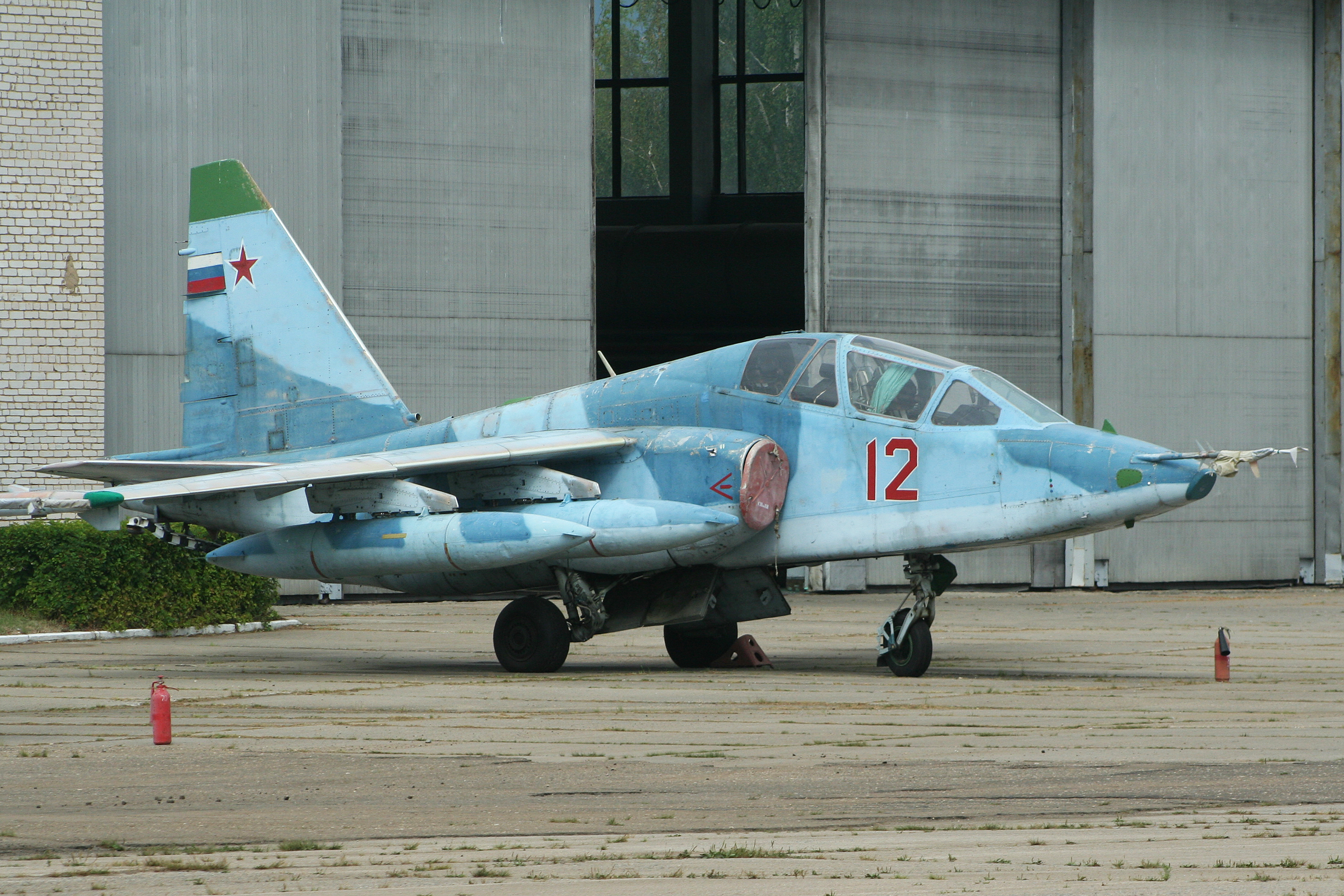
俄羅斯Su-25UTG

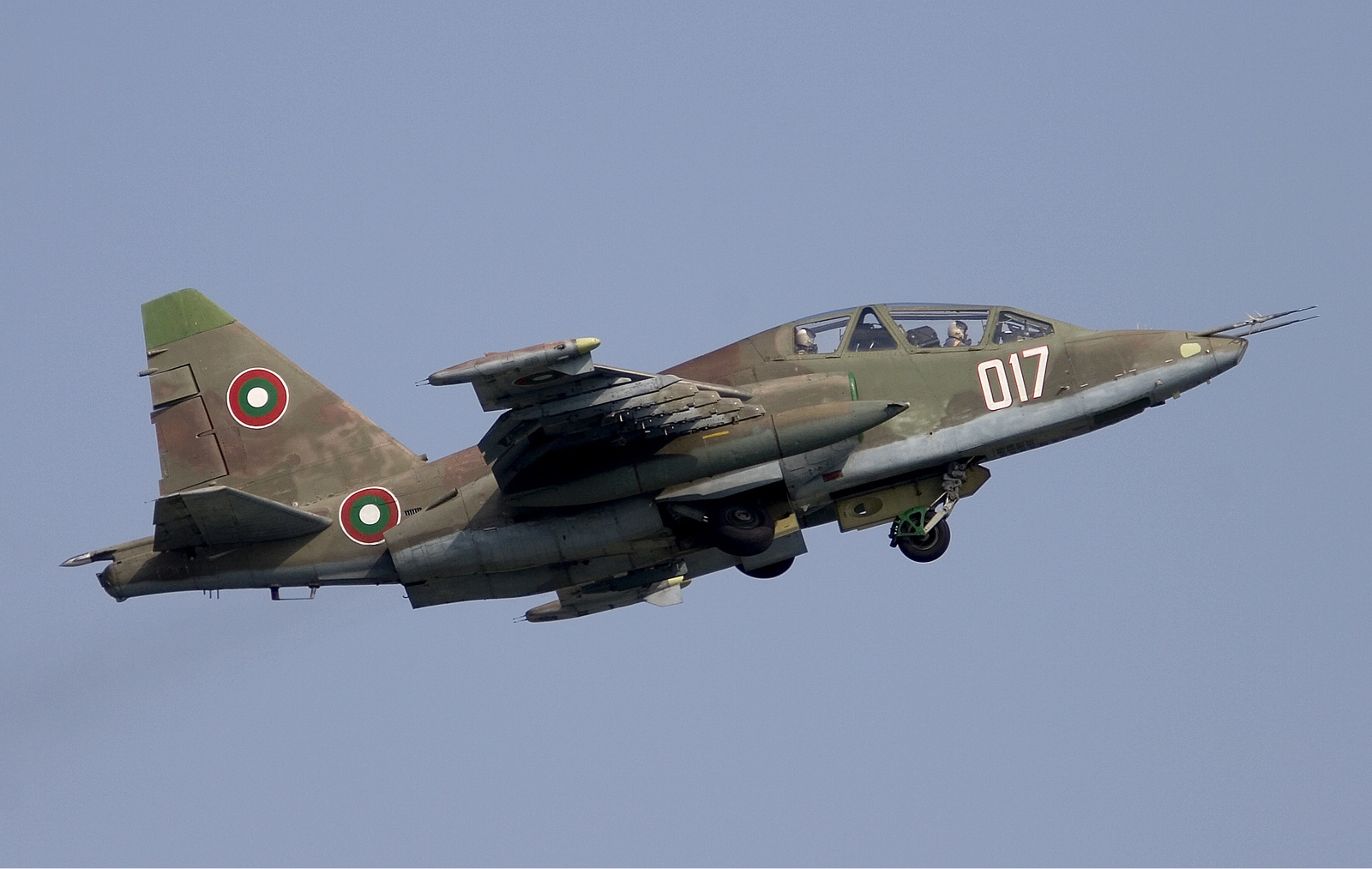
保加利亞 Su-25UBK

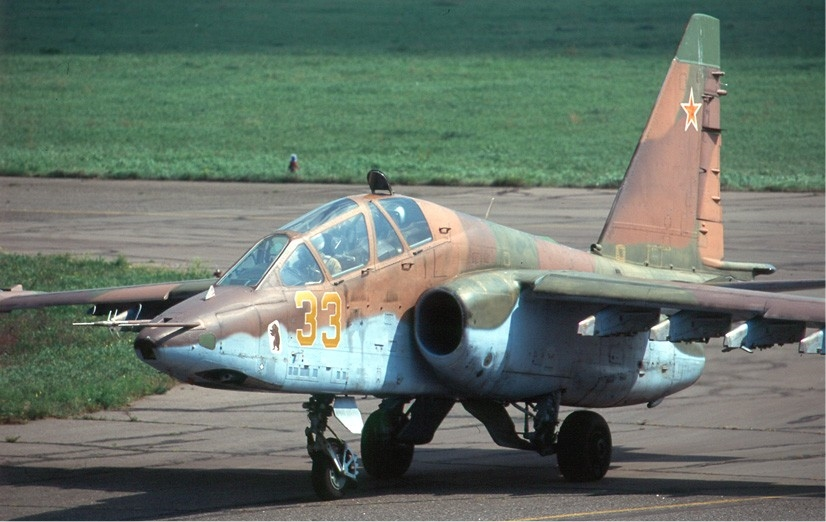
攝於2001年，俄羅斯的Su-25UB

### Su-25KM
Su-25KM是由以色列Elbit集團和格魯吉亞第比利斯航空製造公司合作的，改造Su-25K的蠍子計畫的成品。2001年4月18日在第比利斯機場，格魯吉亞總統謝瓦爾得納澤參觀了樣機的首次公開試飛。
現時，第比利斯航空製造公司正在努力增加現有Su-25的銷量，目前格魯吉亞已生產出30架，另有20架在裝配線上。

### Su-25TM／Su-39
Su-25TM／Su-39是在蘇聯80年代初期提出的T8M（Su-25T）計畫的基礎上發展而來的。首架根據T-8M計畫研製的原型機Su-25T於1984年就進行了首飛。後來，設計局在其已研製出的幾架原型機的基礎上，於90年代生產了8架Su-25T預生產型。當時，T-8M計畫已經被進一步修改為T-8TM計畫，其機型也在原型機Su-25T的基礎上通過增強武器系統和航空電子系統改名為Su-25TM（也即現在的Su-39）。在1995年，設計局共生產了3架Su-39原型機，其中一架是新製造的，兩架由Su-25T預生產型飛機改裝而成。Su-39的發展工作到1997年完成，並開始按照俄羅斯空軍的試驗計畫進行飛行試驗。主要設計特點除了有限的機體改進設計之外，Su-39的機體主要是基於Su-25UB設計的。

### Su-25UTG/UBP
Su-25UTG/UBP為庫茲涅佐夫號航空母艦的艦載教練機。

### Su-25UBK
Su-25UBK為Su-25UB的出口型。

### Su-25UB
Su-25UB為雙座教練機，裝有全套導航攻擊系統用於武器訓練，機高增加到5.2米，換裝了新型的敵友識別器，武器部分保持不變。由於增加了一個座艙，在一些細節處作了改變，包括捨棄了後視鏡，增大了前風擋面積、去掉機身左側的折疊登機梯及增大垂尾。

### SU-25SM
SM全稱為Stroyevoy Modernizirovannyi，此型號是在2000年俄羅斯空軍所規劃，試圖將1990年代所嘗試的各種SU-25升級計畫整合出一款「可負擔」的SU-25中期壽限升級方案。SM升級計畫的主要科目仍然是翻修機身與增添現代化航電設備，使SU-25機隊的操作壽命延長500飛行小時或5年，第一架SU-25SM蘇愷設計局代號T-8SM-1，在2001年莫斯科航太展中展出，2002年首飛，原型機打造4架，其中3架為公司自籌資金製造。
SM的航電系統換裝PrNK-25SM-1導航暨攻擊系統，該裝置的核心為BTsVM-90中央電腦，可輔助飛官更準確且更低空飛行能力。在具有衛星定位系統協助下，最低飛行高度可降低到15公尺，即便無輔助的情況下也可確保200公尺高度飛行安全。飛行儀表換用了KA1-1-01抬頭顯示器，此抬頭顯示器在觀測視野上是ASP-17BTs-8光電瞄準具的兩倍寬。此外飛控儀表以多功能顯示器取代一部分機械儀表，加裝RSBN-85輔助導航裝置、ARK-35-1無線電測向儀、A-737-01 GPS／GLONASS衛星導航接受器、Karat-B-25飛行紀錄器、Banker-2空用無線電、L-150雷達告警器（SPO-32）等。此外R-95Sh發動機也進行翻修升級，提高發動機在吸入空用機砲與火箭射擊產生的廢氣時仍能穩定運作的耐用性。經過翻修的SU-25SM因更換新型航電的優勢整體重量降低了300公斤。
在武器裝備上，經過改良的GSh-30-2機砲增加了不同的射速模式，包括每分鐘750、375、188發等。並整合了R-73飛彈增強自衛戰力，但SU-25並沒有整合頭盔瞄準器，因此在射擊鎖定角度上並未提升。對地武器部分，則增加了S-13T火箭彈射擊能力。
俄羅斯空軍原計畫採購100-130套SM升級方案，但從2005至2015年間實際購入並完成翻修的數量大約僅有80餘架。
SM系列最新的版本稱為SU-25SM3，是根据叙利亚战场经验做出的最大范围现代化改装方案，与SM改装方案的小范围改装截然不同，2013年該計畫首度公開，2018年後撥交俄羅斯空軍採用，至2019年6月前至少交付了25架。SM3由庫賓卡的俄羅斯空軍第121飛機維修廠進行升級工程。發動機更換為R-195，並撤除SU-25機鼻配備的Klen-PS雷射測距與標定儀，更換成SOLT-25多功能觀測瞄準裝置，新的裝置整合了激光目标指引、测距、热成像、电视制导以及跟踪移动目标的功能等，可以进行16倍放大，全天候有效觀測距離8公里。航電裝置加裝了SVP-24-25投彈瞄準系統，該系統起初是Su-24戰鬥轟炸機配備的裝備，在歷次戰爭中證明了攻擊精度良好，在系統成本降低後增裝在SM3計畫中。飛機防禦裝置則升級為維捷布斯克-25（Vitebsk-25）整合電子戰防禦套件，該套件包括了一組前向和后向的紫外線导弹迫近探测仪、L-150-16M Pastel 雷達告警器、兩組UV-26M 50mm干擾彈施放器、裝置在左右翼端的2台L-370-3S電子干擾莢艙。最新批次的SM3内部则升级了新型PrNK-25SM-1 Bars 目标指引和导航系统、配合Banker-8-TM-1通信天线的KSS-25通讯系统、以及SVP-24投弹导航辅助瞄准系统，可以将非制导炸弹投掷平均误差缩小到30-40m。

## 性能諸元

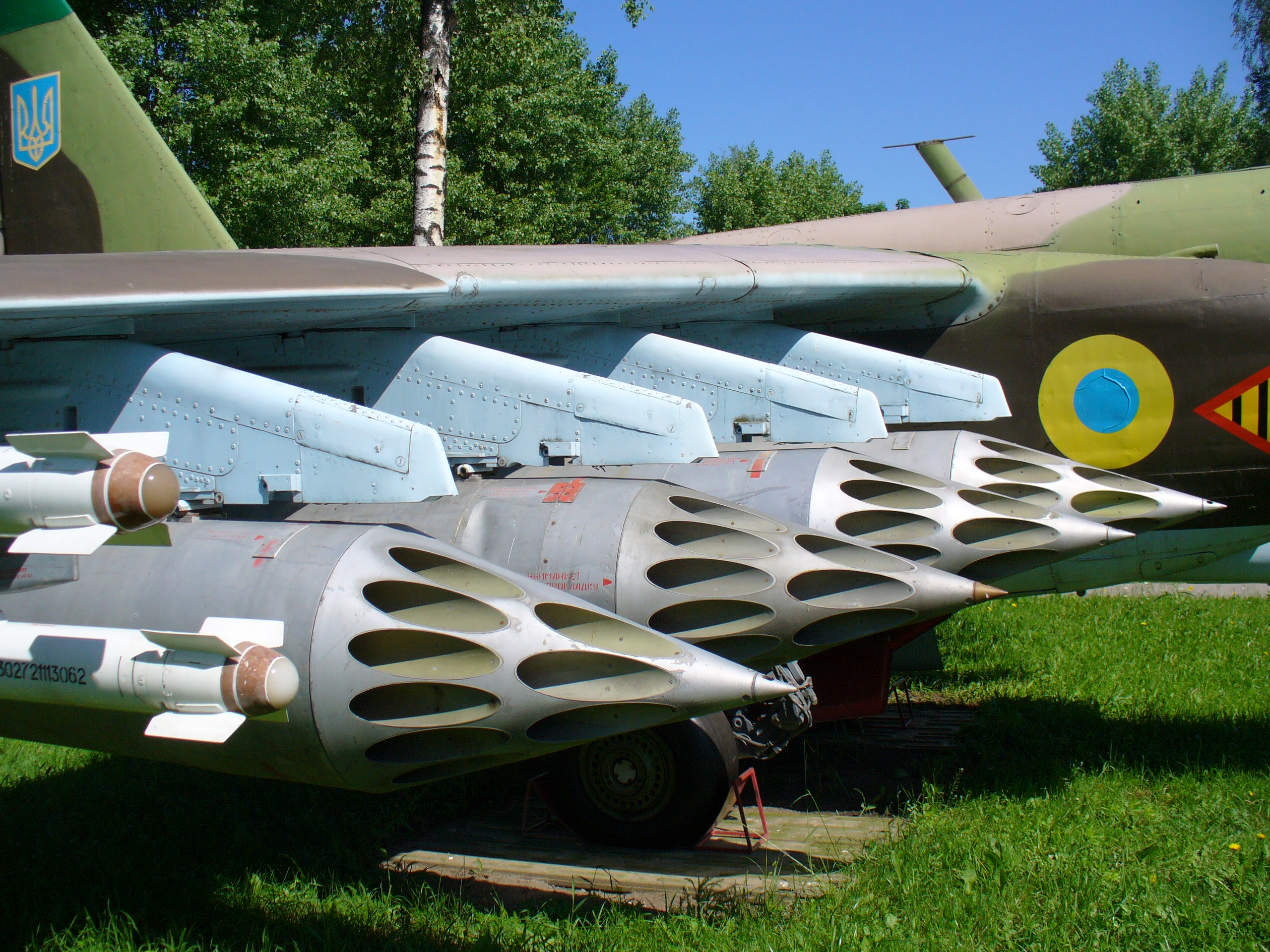
可掛載8具B-8M1火箭筴艙

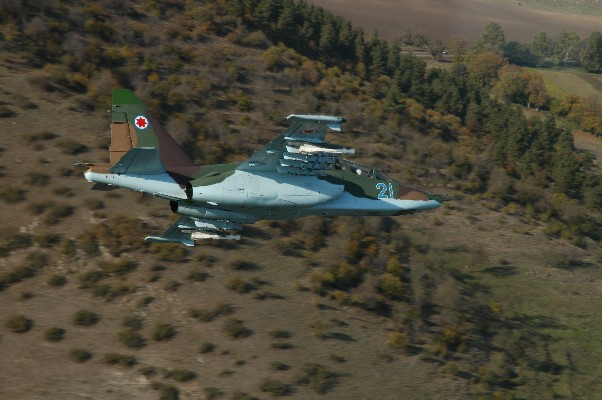
掛載反戰車飛彈

### 基本資料（Su-25）
- 重量：9.5噸
- 最大起飛重：17.6噸
- 機身長：14.6公尺
- 機高：5.2公尺
- 翼展：15.6公尺
- 極速：960千米/小時
- 實用升限：7,000米[4]
- 作戰半徑：495-650公里[4]

### 武器系統（Su-25）
- GSh-6-30加特林机炮
- 10個載掛點，可載掛以下武器：

kh-23/25/29空對面飛彈
K-13（AA-2）或R-60（AA-8）空對空飛彈
航炮吊艙　
火箭彈（配合LAU-10莢艙，可搭載祖尼火箭）
炸彈等
最大載彈量4400公斤

### 武器系統（Su-25TM／Su-39）
- GSh-30-2式30毫米機炮
- NPPU機炮系統
- 10個載掛點，可載掛以下武器[1]：

KMGU集束彈
S-24和S-25大彈徑火箭
B-8和B-13火箭發射夾艙
9K121（AT-16）激光制導導彈
KAB-500激光與電視制導導彈
KH-29T、S-25L、KH-58、KH-31P/A、KH-35導彈
R-60（AA-8）、R-73（AA-11）近程空對空導弹
R-27（AA-10）、RVV-AE中距空對空導弹

## 實戰紀錄

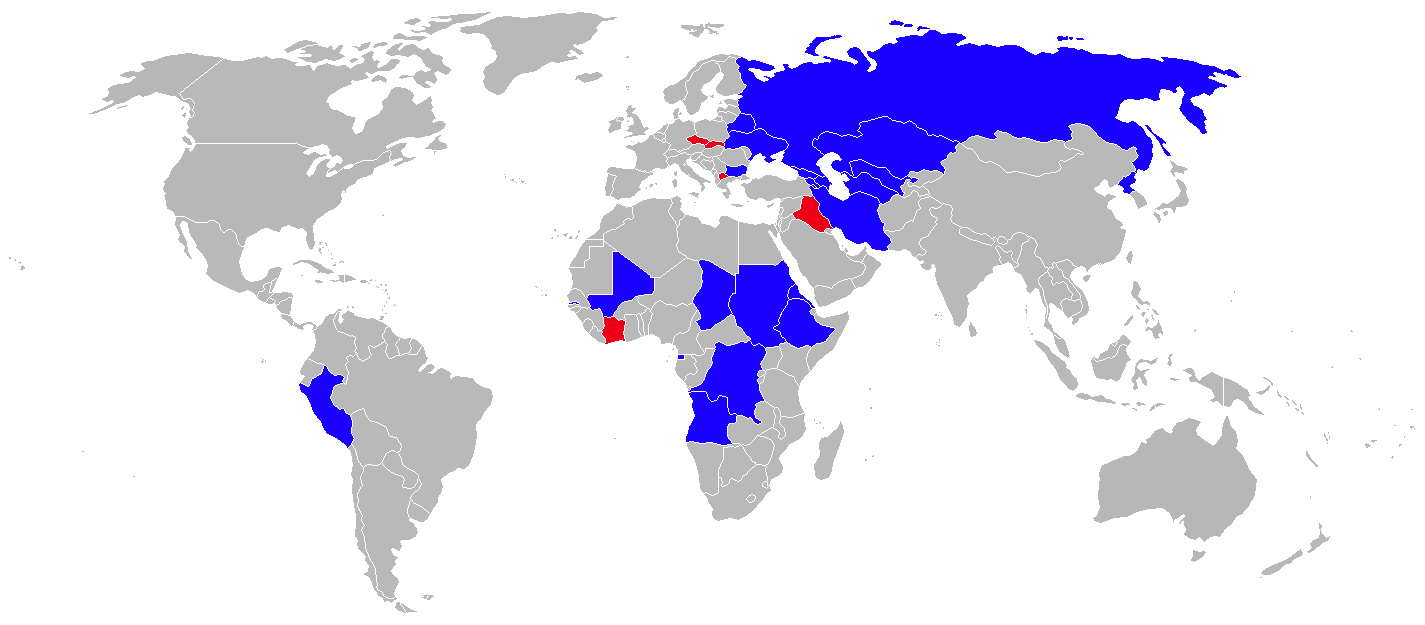
使用国分布图

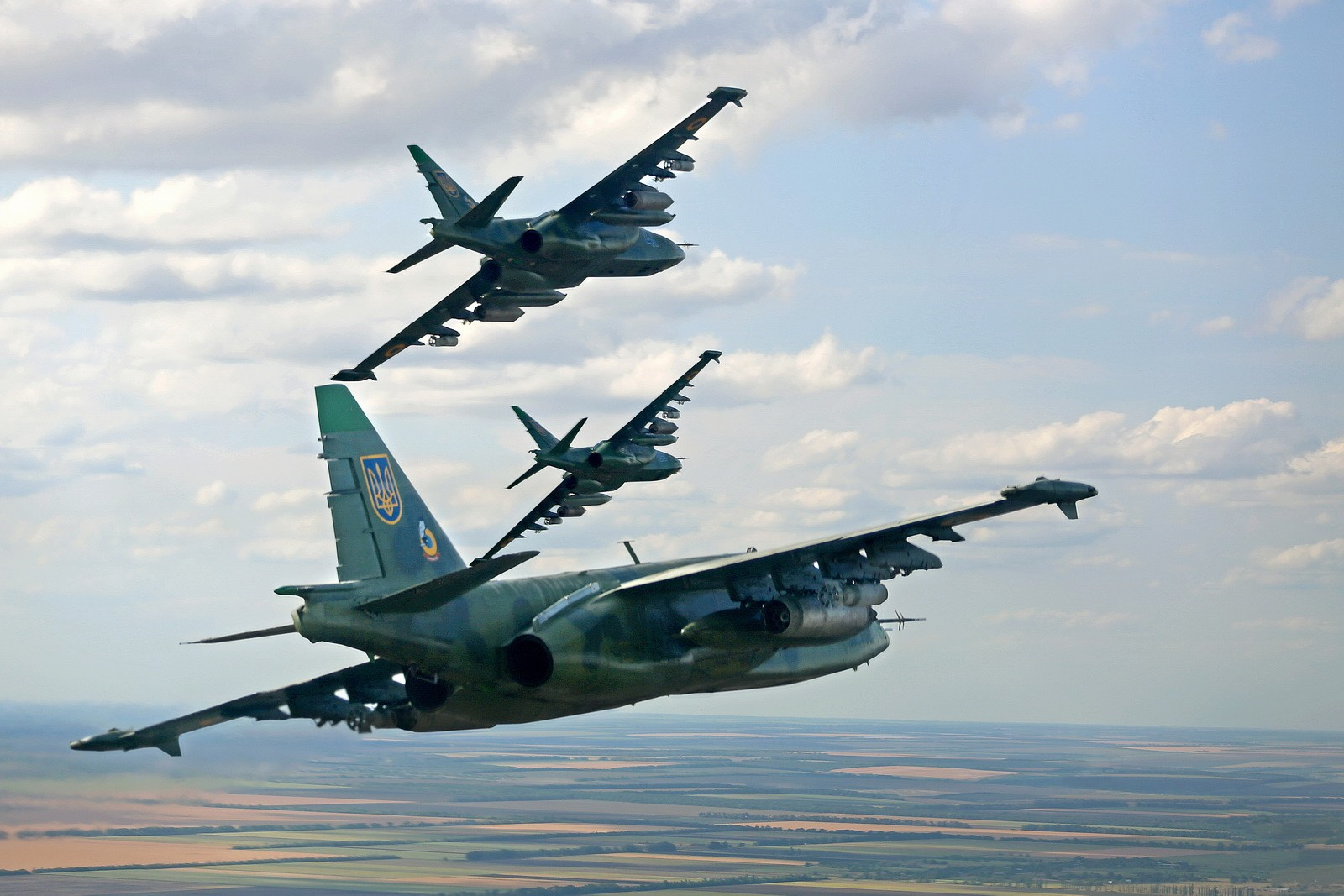
攝於2013年，烏克蘭空軍的Su-25編隊

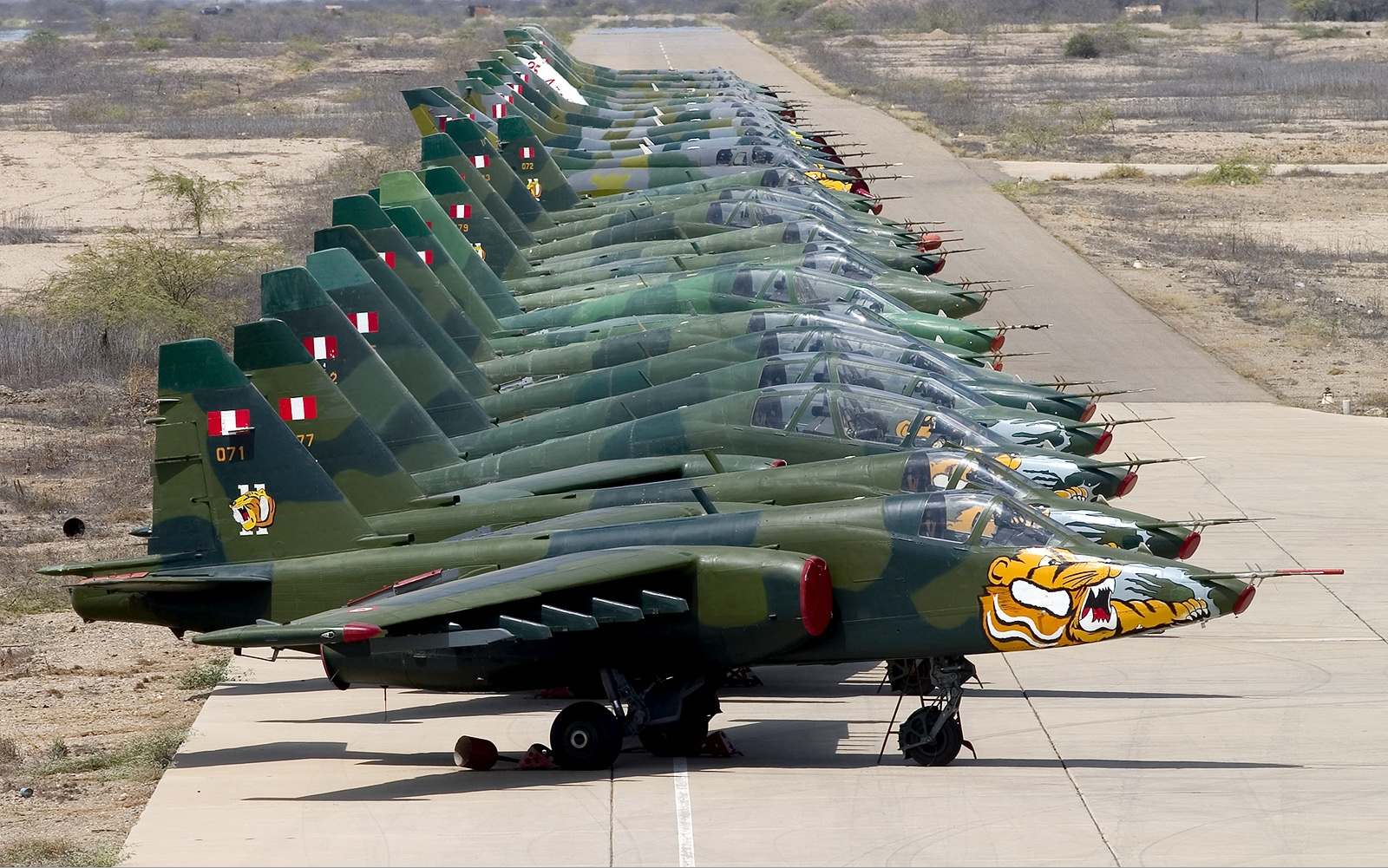
秘魯Su-25

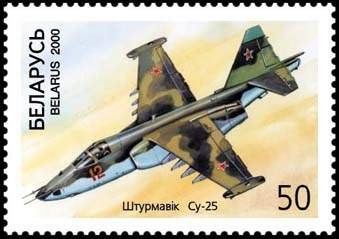
白俄羅斯2000年紀念郵票

### 蘇聯入侵阿富汗
蘇軍使用了Su-25執行對地密集打擊的任務，而且在本型攻擊機上配備的「裝甲駕駛艙」已被驗證足以有效抵抗阿富汗聖戰士使用的對空大口徑機砲（如85式23公釐雙管高射炮）的攻擊，並且有效威懾地面的敵人。後來為了對抗美國秘密支援阿富汗反抗軍的刺針飛彈，而加裝了熱焰彈、金屬片等反制裝置。

### 兩伊戰爭
伊拉克空軍在兩伊戰爭後期向蘇聯購入了SU-25，為華沙公約組織以外第一個購入SU-25的國家，伊拉克採購了外銷版SU-25K型69架與4架SU-25UBK，總數為73架，數量可編制2個攻擊機團。從1986年開始交機，1987年左右開始執行任務。至1988年兩伊戰爭停戰前，SU-25至少執行了900次以上的戰鬥任務，在戰況最激烈時1架SU-25甚至可以達到每日15架次的出勤強度。在兩伊戰爭期間，唯一一架可確定的戰損是遭到MIM-23鷹式飛彈擊落。
兩伊戰爭後，所有駕駛SU-25的飛官都獲得薩達姆·海珊頒發軍功勳章，表彰他們在戰爭期間的表現。

### 安哥拉內戰
安哥拉在1988年獲得蘇聯承諾軍援一個中隊的SU-25，蘇聯最後軍援了12架SU-25K與3架以上的SU-25UBK。這批攻擊機獲得蘇聯教官與地勤團隊的協助，因此在同年即投入安哥拉內戰對盧安達軍隊作戰。但安哥拉空軍的技術不佳，因此只將SU-25作為高空投彈使用，鮮少進行低空炸射作戰，也因為在錯誤的戰術運用，因此SU-25未締造可靠戰果。在1991年蘇聯解體後，俄羅斯撤走了原先的軍援團隊，導致之後的安哥拉空軍SU-25機隊妥善率表現不佳。隨後南非民營軍事公司行動後果（Executive Outcomes
）在1990年代獲得安哥拉政府承包使用這批戰機，並以紹里木機場為基地繼續進行與爭取安哥拉徹底獨立全國聯盟的作戰。

### 阿布哈茲戰爭
1992年－1993年阿布哈茲戰爭期間，包括喬治亞空軍、阿布哈茲空軍與俄羅斯空軍都使用SU-25投入作戰支持他們所扶持的勢力。喬治亞空軍在期間出動了215架次作戰任務，俄羅斯與阿布哈茲空軍的出勤則不明。喬治亞空軍的SU-25分別在1993年1月6日、1993年7月4日各損失1架，俄羅斯空軍則有1架SU-251993年3月19日在蘇呼米附近遭到喬治亞軍隊的防空飛彈擊落。

### 波斯灣戰爭
1990年入侵科威特時，伊拉克空軍派出一個SU-25中隊支援，但科威特的防禦基本上快速遭到瓦解因此部隊未有可信戰果。相對於兩伊戰爭，伊拉克空軍在1991年沙漠風暴作戰期間基本上處於癱瘓狀態，因此大部分的SU-25機隊都躲藏在機堡內未升空作戰。戰爭期間有7架SU-25逃往伊朗，2架SU-25在1991年2月6日遭到美國空軍的F-15C戰機給擊落。在戰爭期間，有一定數量的SU-25在地面上遭到擊毀。

### 南奧塞梯戰爭
格鲁吉亚境內的阿布哈茲與南奧塞梯在俄國支持下宣布獨立，變成俄格兩國戰爭的導火線，而俄格兩國都有生產Su-25攻擊機，雙方都有投入戰鬥。

### 乌克兰亲俄罗斯武装冲突 (2014年－2015年)
被乌克兰政府军广泛使用，亲俄民兵当中有许多前军工产业技术人员修复了一架在卢甘斯克航空博物馆的SU-25战机。

### 俄罗斯在叙利亚内战的军事介入
俄罗斯空军的12架Su-25SM参加了打击伊斯兰国与叙利亚反对派的行动。
2018年2月3日，敘利亞反政府武裝在伊德利卜省以肩托式地對空導彈擊落一架俄軍Su-25攻擊機，機師跳傘着陆后用手枪自卫，在打完子弹后引爆手榴弹殉国。

### 2020年9月納戈爾諾－卡拉巴赫衝突
2020年9月29日，亞美尼亞宣稱該國一架Su-25戰機在其領空被土耳其空军的F-16戰機擊落。

### 2022年俄羅斯入侵烏克蘭
2022年，俄羅斯入侵烏克蘭期間Su-25攻擊機擔任對地攻擊任務，雙方均有裝備使用。
2022年7月29日星期五，烏軍第25空降旅擊落一架俄軍Su-25戰機，影片曝光
2022年9月12日星期一，兩架俄軍S-25低空飛行時其中一架疑似出現故障導致左翼觸地並墜毀，未見飛行員逃生跡象
2023年初，美國向烏克蘭提供祖尼火箭連相應LAU-10莢艙，並搭載至烏軍的Su-25攻擊機。
2025年6月13日，一架俄軍的SU-25攻擊機在對烏克蘭陣地攻擊時使用無制導火箭彈擊落了作為僚機的另一架SU-25。

## 电子游戏
- Su-25于《皇牌空战：突击地平线》中的一架攻击机
- Su-25于《鹰击长空2》中的一架攻击机
- Su-25于《武装突袭2》中俄空军单位的一架攻击机
- Su-25TM於《戰地風雲3》的突擊模式（Rush）中以俄羅斯軍隊主力攻擊機之姿出現，而征服模式則為Su-35戰鬥機。
- Su-25TM亦於《戰地風雲4》中以俄軍攻擊噴射機之姿出現，出于平衡度考虑而可使用30毫米GAU機炮（預設）、火蛇火箭（解鎖後）和聯合直接攻擊彈藥（解鎖後），類似的情況亦出現在強-5攻擊機上。
- Su-25於 《DCS World》中的攻擊機，與TF-51一樣包含於DCS主程式中，可免費下載操作。
- Su-25於“死亡公路”關卡中出現，由俄羅斯空軍操作並對阿蓋塔拉武裝分子與烏魯茲克解放軍發動空襲，同時也作為多人遊戲中玩家連殺獎勵之“白磷彈”解鎖登場。
- Su-25於《使命召唤：黑色行动冷战》作為第三季新增積分獎勵Strafe Run登場，在玩家選擇攻擊方向後，兩架Su-25將飛入地圖，用火箭和機槍掃射標識地點，共計4次攻擊，可以殺死玩家，並同時可以擊落部分敵方空中積分獎勵。
- Su-25於《戰爭雷霆》Drone Age（智械纪元）版本中加入遊戲，Su-25為蘇聯線六階攻擊機，Su-25T為蘇聯線七階攻擊機，外銷型的Su-25K則作為禮包機販售，其後增加Su-39和由白俄羅斯558飛機修理廠開發的Su-25BM，以及最新的Su-25SM3。

## 外部連結
- Su-25К at Sukhoi.org
- Su-25 at GlobalSecurity.org（页面存档备份，存于）
- Su-25 at Russia Military Analysis（页面存档备份，存于）
- Su-25 at Airforce-Technology.com（页面存档备份，存于）
- Su-25UB Combat Trainer